# Diplospora siamica
Diplospora siamica är en måreväxtart som beskrevs av William Grant Craib. Diplospora siamica ingår i släktet Diplospora och familjen måreväxter. Inga underarter finns listade i Catalogue of Life.